# Hans Christoph Fritzsche
Hans Christoph Fritzsche, född före 1629, död 1674 i Hamburg. Han var en orgelbyggare från Dresden med ursprung i det tyska orgelbyggeriet och var verksam i norra Tyskland, Danmark och södra Sverige.

## Biografi
Fritzsche var son till orgelbyggaren Gottfried Fritzsche från dennes första äktenskap. 1655 inrättade han sin verkstad i Köpenhamn. Det fanns familjerelationer till Friedrich Stellwagen, eftersom han gifte sig med Fritzsches syster Theodora. Hans dotter Anna Christina gifte sig med svärsonen Hans Henrich Cahman. Cahman fortsatte verksamheten efter Fritzsches död och fullbordade det pågående arbetet i Hamburg-Neuenfelde.

## Orgelverk
| År         | Ursprunglig kyrka                               | Stift           | Bild | Manualer | Pedal        | Stämmor | Bevarad orgel/fasad | Övrigt |
| ---------- | ----------------------------------------------- | --------------- | ---- | -------- | ------------ | ------- | ------------------- | --- |
| 1646       | St. Marien, Handorf                             |                 |      |          |              | 13      |                     | Nybyggnation. Några stämmor finns bevarade. |
| 1647–1649  | St.-Nicolai-Kirche, Cuxhaven-Altenbruch         |                 |      | 2        | Självständig | 25      |                     | Ombyggnation och utbyggnation. Efter ytterligare ombyggnation och utbyggnation av Johann Hinrich Klapmeyer (1727-1730) fick orgeln 3 manualer, pedal och 35 stämmor (dagens orgel). 12-16 stämmor är från Fritzsches orgel.                                                   |
| cirka 1651 | Lissabon, Portugal                              |                 |      |          |              |         |                     | Levererade en orgel av okänd storlek. |
| 1652       | St. Johannis, Oederquart                        |                 |      | 3        | Självständig |         |                     | Inklusive 10 stämmor från den tidigare orgeln (1581, 1632 mycket skadade).1678-1682 byggdes orgeln om av Arp Schnitger flyttade orgeln från orgelläktaren till norra läktaren. Inget finns bevarat från Fritzsches orgel.                                                     |
| 1653       | St. Georgskirche, Oberndorf (Oste)              |                 |      |          |              |         |                     | Senare ersatt. |
| 1655       | St. Jacobi, Hamburg                             |                 |      | 4        | Självständig | 53?     |                     | Stora renoveringar genomfördes 1655–1658 och han fick 1656 mark för det. |
| 1655       | Trinitatis Kirke, Köpenhamn                     |                 |      | 3        | Självständig | 42      |                     | Nybyggnation. |
| 1662       | Sankt Mariæ Kirke                               |                 |      | 2        | Självständig | 24      |                     | Ombyggnation av Lorentz orgel (1634-1636) för Dietrich Buxtehude. Endast de fasadpiporna i ryggpositivet har bevarats. |
| 1662/63?   | Sankta Maria kyrka, Helsingborg                 | Lunds stift     |      | 2        | Självständig | 24      |                     | Arbetade på uppdrag av Dietrich Buxtehude. Orgeln såldes 1849 till Torrlösa kyrka. |
| 1666       | Sankt Nikolai kyrka, Halmstad                   | Göteborgs stift |      | 2        | Självständig | 24      | Nej/Nej             | Nybyggnation. |
| 1670–1671  | Sankta Katarina kyrka, Hamburg                  |                 |      | 4        | Självständig |         |                     | Utbyggnation av pedalen med Principal 32' och Posaune 32'. Arbetet slutfördes inte (Fritzsche fick en betalning på 960 mark). Arbetet fullbordades 1671–1674 med en utbyggnation av orgeln till 4 manualer, pedal och 58 stämmor av Johann Friedrich Besser (före 1640–1693). |
| 1671       | Johanneskirche (Dömitz)                         |                 |      | 2        | Självständig | 13      |                     | Nybyggnation. |
| 1673       | St. Pankratius (Neuenfelde), Hamburg-Neuenfelde |                 |      |          |              |         |                     | Fullbordad av Hans Henrich Cahman. Flyttades senare av Arp Schnitger till Burgkirche, Stade och därefter flyttades den till Bremen.I sin nybyggda form har Schnitger använt två äldre stämmor av Fritzsche.                                                                   |